# Borneodessus
Borneodessus is een geslacht van kevers uit de familie  waterroofkevers (Dytiscidae).
Het geslacht is voor het eerst wetenschappelijk beschreven in 2002 door Balke, Hendrich, Mazzoldi & Biström.

## Soorten
Het geslacht omvat de volgende soort:
- Borneodessus zetteli Balke, Hendrich, Mazzoldi & Biström, 2002